# Актай (Амурская область)
Акта́й — село в Шимановском районе Амурской области России. Входит в состав Новогеоргиевского сельсовета.

## География
Село стоит на реке Большой Актай (левый приток Береи, бассейн Амура).
Село расположено в 40 км к юго-западу от города Шимановск, в 15 км от автодороги Шимановск — Новогеоргиевка — Саскаль. Расстояние до районного центра по автодорогам — 59 км.
Расстояние до административного центра Новогеоргиевского сельсовета села Новогеоргиевка — 20 км.

## Население
| 2002 | 2010 | 2012 | 2013 | 2014 | 2015 | 2016 |
| ---- | ---- | ---- | ---- | ---- | ---- | ---- |
| 154  | ↘146 | ↘135 | ↗138 | ↗140 | ↘131 | ↗133 |
| 2017 | 2018 |      |      |      |      |      |
| ↘128 | ↘126 |      |      |      |      |      |

## Улицы
В селе имеется одна улица — Трудовая.